# Prepodesmus upembanus
Prepodesmus upembanus är en mångfotingart som beskrevs av Kraus 1958. Prepodesmus upembanus ingår i släktet Prepodesmus och familjen Chelodesmidae. Inga underarter finns listade i Catalogue of Life.